# 償却債権取立益
償却債権取立益（しょうきゃくさいけんとりたてえき）とは、簿記で過年度に貸倒処理（償却）した債券を、取立のかたちで回収する勘定科目。勘定科目の5要素では収益に属する。